# 來秀
來秀（1819年—1873年），原名文锦，字实甫，号子俊，一号鑑吾，蒙古尔济氏或伍尧氏，内务府蒙古正黄旗人。清朝官员，进士出身。

## 生平
道光二十六年（1846）丙午科顺天乡试举人（隶内务府正黄旗蒙古全义管领下），道光三十年（1850年）庚戌科进士。钦点内阁中书，后官山东青州府同知、曹州府知府、河南卫辉府知府、鹽運使。
著有《扫叶亭詠史诗集》四卷（同治十二年刻本）、《掃葉亭花木雜詠》、《望江南詞》。

## 家族
- 嗣祖父伍堯氏法式善，乾隆庚子进士，清代著名诗人、文学家。法式善的养父（伯父）和順。养母韓氏 (号端靜閒人），著有《带绿草堂诗集》；其父内务府正黄旗汉军韓錦，母高佳氏三姐（父镶黄旗满洲文定公高斌，胞姊高佳氏封乾隆帝之慧賢皇貴妃；胞姊高佳氏嫁镶蓝旗满洲西林覺羅氏鄂實，其父一等襄勤伯鄂尔泰；堂姊高佳氏系正蓝旗汉军胡氏吉惠之高祖母；且吉惠与来秀系道光二十六年（1846）丙午科顺天乡试、道光三十年（1850）庚戌科进士均同榜）。
- 嗣父桂馨，嘉庆辛未进士，内阁中书；因法式善之子桂馨早逝无子，法式善叔叔内管领吉顺呈请将桂馨姐姐和丈夫世泰之三子文锦过继为嗣改名。
- 堂叔桂芬，字岭芳、号古香，法式善叔叔畅春园苑丞陞内管领吉顺之孙，堂兄弟武英殿笔帖式伊清阿之子，道光23年举人，善书画，同治朝官云南河阳县知县。桂芬胞弟候补通判桂联，同治索焕章回乱时，和胞叔护理镇迪道伊常阿、都统平瑞等阵亡，朝廷祭恤。桂瀚，寧壽宫笔帖式；桂濬，国子监繩愆廳监丞。
- 嗣母章佳氏，武英殿大学士、军机大臣、太子太保、一等诚謀英勇公、谥文成、阿桂之曾孙女，太常寺笔帖式阿思达之孙女，乾隆己酉进士、直隶总督文毅公那彥成之女；
- 嗣母索綽罗氏，乾隆丁巳进士、工部尚书文庄公德保之孙女，乾隆癸丑进士、协办大学士英和之女，嘉庆辛未进士、通政使司通政使奎耀、嘉庆甲戌进士、礼部尚书奎照之妹；
- 本生祖父正红旗满洲伊尔根觉罗氏三宝，乾隆己未翻译进士，东阁大学士，谥文敬。祖母武英殿大学士文襄公舒赫德之妹。
- 本生父世泰，云南腾越镇总兵（父大学士三宝）。
- 本生嫡母蒙古尔济氏或伍尧氏，嗣祖父法式善之长女。法式善女二伍堯氏，嫁宗室雲奎（父成都副都统宗室東林, 雲奎子恩繼左翼宗學副管）。法式善三女嫁内务府广储司六库郎中启元，启元父福森（原名福宁，避讳道光帝改名福森）曾任六库郎中、長蘆鹽政兼天津关监督、奉宸苑卿、武備院卿、上駟院卿兩淮鹽政，办理嘉庆帝漆飾大行皇帝梓宮。启元伯福英九江关监督。启元祖父额尔登布曾任九江关监督、热河总管、杭州织造、粤海关监督，为福康安、福隆安属下，与前任粤监督佛宁、和珅有交往，见《和珅供词》。启元兄弟启承造办处郎中，其女张佳氏嫁宗室瑞观。
- 生母张氏。
- 本生胞兄二，道光庚子二举人，文都（妻闽浙总督慧成胞姊戴佳氏）、文璲（伍堯氏，法式善孙女，桂馨女）。
- 嫡妻博尔济吉特氏，广西浔州府知府文都逊之孙女、甘肃西寧兵备道珠滿之女；
- 继妻完顏氏妙蓮保，内务府镶黄旗满洲、嘉庆己巳进士、河道总督麟慶之女，来秀道光三十年（1850年）庚戌科同榜进士、刑部尚书、太子太保、文勤公崇實之胞姐。[2]

## 延伸阅读
[在维基数据编辑]